# Jacob Vernet
Pour les articles homonymes, voir Vernet.
Jacob Vernet est un théologien genevois né le 29 août 1698 à Genève et mort le 26 mars 1789 dans la même ville.

## Biographie
Sa famille est originaire de la Seyne, en Provence (France), qu'elle est contrainte de quitter pour cause de religion, et trouve refuge à Genève vers 1650. Sixième de neuf enfants, son père meurt en 1706, le laissant orphelin.
Après avoir suivi ses études à l'académie de Genève, il travaille quelques années comme précepteur à Paris puis est consacré pasteur protestant en 1722 dans sa ville natale où il enseigne également.

## Sources
- « Vernet (Jacob) », Nouvelle Biographie générale, t. xlvi, p. 1.
- Maria-Cristina Pitassi, « Vernet, Jacob » dans le Dictionnaire historique de la Suisse en ligne, version du 18 mai 2012.